# Beaumat
Beaumat är en kommun i departementet Lot i regionen Occitanien i södra Frankrike. Kommunen ligger i kantonen Labastide-Murat som tillhör arrondissementet Gourdon. År 2018 hade Beaumat 75 invånare.

## Befolkningsutveckling
Antalet invånare i kommunen Beaumat
| Referens: INSEE |